# اندی باتلر
اندی باتلر (انگلیسی: Andy Butler؛ زادهٔ ۴ نوامبر ۱۹۸۳) بازیکن فوتبال اهل بریتانیا است.
از باشگاه‌هایی که در آن بازی کرده‌است می‌توان به باشگاه فوتبال دونکستر راورز، باشگاه فوتبال اسکانتورپ یونایتد، باشگاه فوتبال بلکپول، باشگاه فوتبال شفیلد یونایتد، باشگاه فوتبال گریمزبی تاون، باشگاه فوتبال هادرزفیلد تاون، و باشگاه فوتبال والسال اشاره کرد.